# Emma Kunz
Emma Kunz (* 23. Mai 1892 in Brittnau; † 16. Januar 1963 in Waldstatt; heimatberechtigt in Brittnau) war eine Schweizer Heilpraktikerin, Radiästhesistin und Künstlerin.

## Leben und Wirken

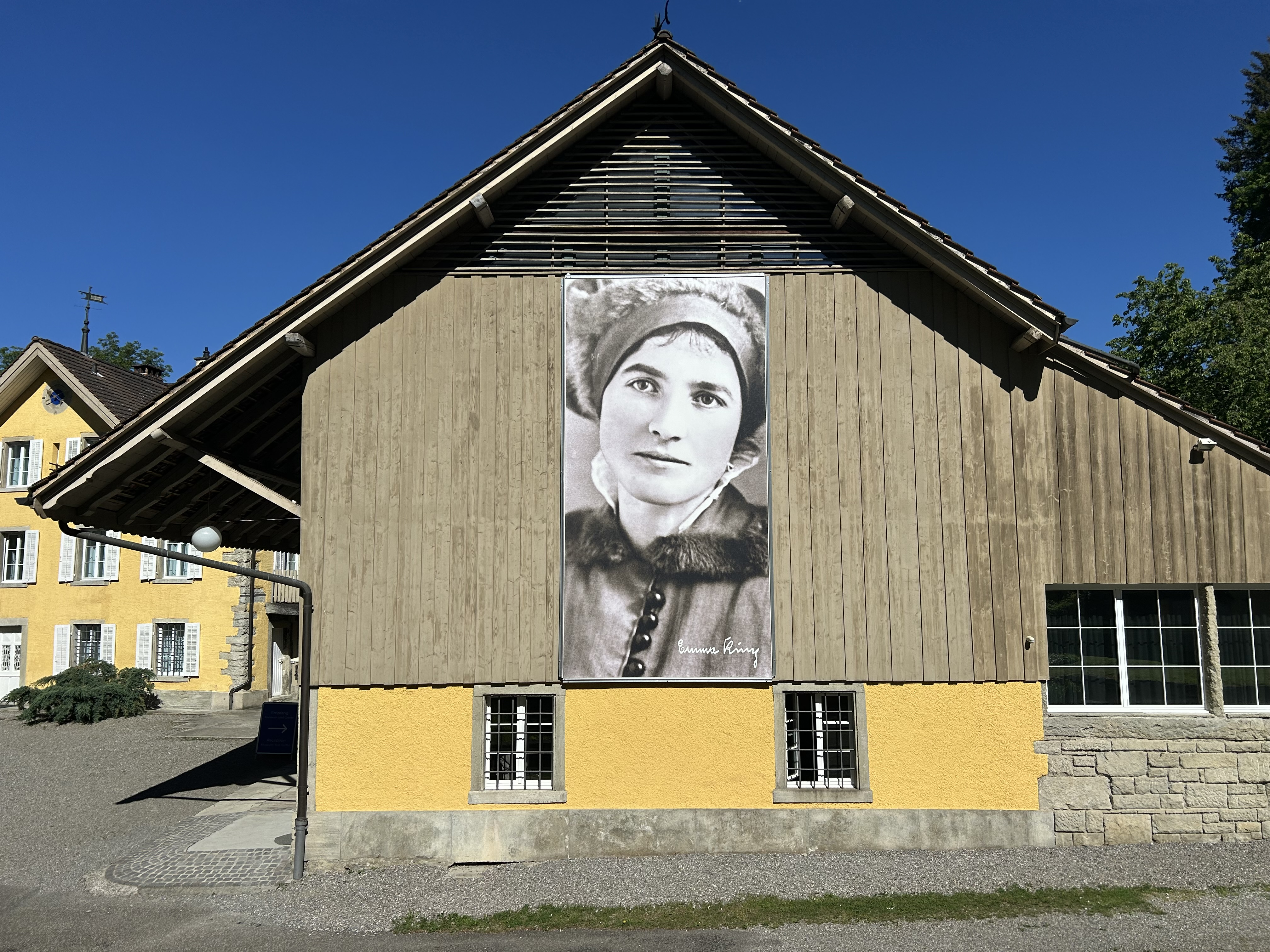
Emma Kunz Zentrum

Emma Kunz wuchs als eines von zehn Kindern des armen Handwebers Stephan Oswald Kunz und Rosina geb. Gubelmann in Brittnau auf. Drei ihrer Geschwister starben im Kindesalter, der Vater und ein Bruder nehmen sich das Leben, als Emma 17 Jahre alt war. Sie besuchte die Primarschule in Brittnau. Seit ihrer Kindheit beschäftigte sie sich mit aussergewöhnlichen Erscheinungen. Mit 18 Jahren begann sie, ihre Begabung für Telepathie und Prophetie zu nutzen und mit dem Pendel zu arbeiten. Ihre Ratschläge und Therapien sollen oft wundersame Erfolge erzielt haben, wobei Emma Kunz den Begriff Wunder strikt ablehnte; sie schrieb sich lediglich Fähigkeiten zu, die in jedem Menschen schlummern sollen.
1911 reiste Emma Kunz in die USA, um einer Jugendliebe zu folgen, kehrte aber enttäuscht ein Jahr später wieder zurück nach Brittnau, wo sie von 1912 bis 1923 in einer Strickerei in Strengelbach Arbeit fand. Von 1923 bis 1939 arbeitete sie im Sommerhalbjahr als Haushälterin und Gesellschafterin des Kunstmalers Jakob Welti in Engelberg. 1930 veröffentlichte sie ein Gedichtbüchlein mit dem Titel Leben. 1933 begann sie, mit dem Pendel Kraftströme der Erde zu untersuchen. Ab 1938 fing Emma Kunz an, mithilfe des Pendels auf Millimeterpapier grossformatige Bilder zu malen.
Von 1940 bis 1947 wohnte sie wieder in Brittnau. 1942 will sie heilende Kräfte in Würenloser Gestein gefunden haben. Diesem Heilgestein gab sie den Namen AION A.
Ab dem Jahre 1951 wohnte sie in Waldstatt am Säntis, der für sie ein heiliger Berg war. Im Jahre 1953 veröffentlichte sie im Eigenverlag das Buch Neuartige Zeichnungsmethode, in dem sie ihre Vorstellungen der Malerei darlegte.
Als Heilpraktikerin vertraute sie auf energetische und geistige Kräfte und erregte mit ihren Heilungen und Prophezeiungen Aufsehen. Sichtbares Zeugnis ihrer Forschungen über universale Energien sind grossformatige, streng geometrische Zeichnungen auf Millimeterpapier (Bleistift, Farbstift, Ölkreide). Sie machen die mittels Pendel gefundenen inneren Gesetzmässigkeiten und Kräfteverläufe modellhaft sichtbar und dienten Kunz, die von ihren Freunden Penta genannt wurde, als Arbeitsgrundlage. Schriftliche Kommentare gab sie nie ab.

## Hinterlassenschaft

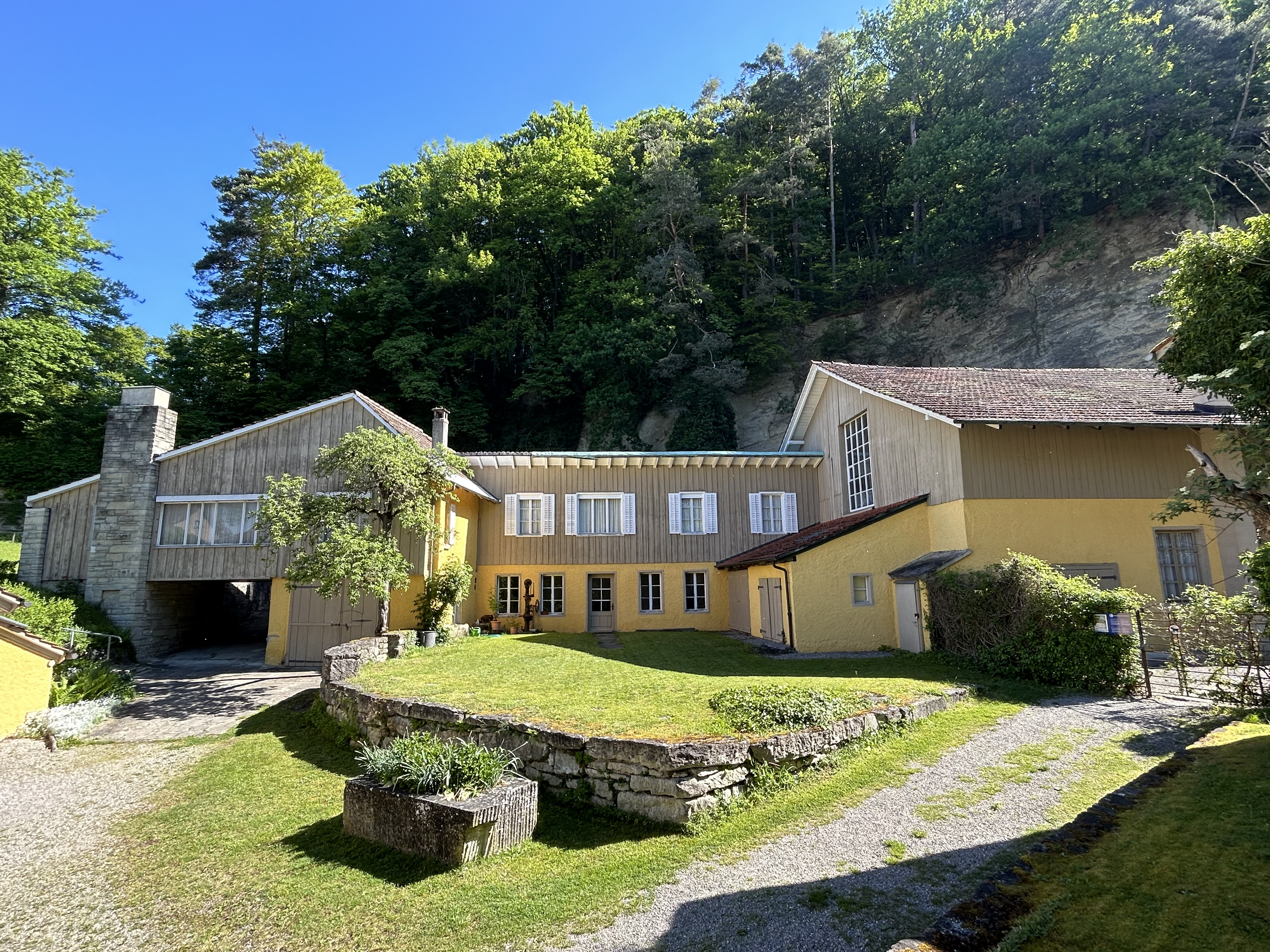
Im Emma Kunz Zentrum

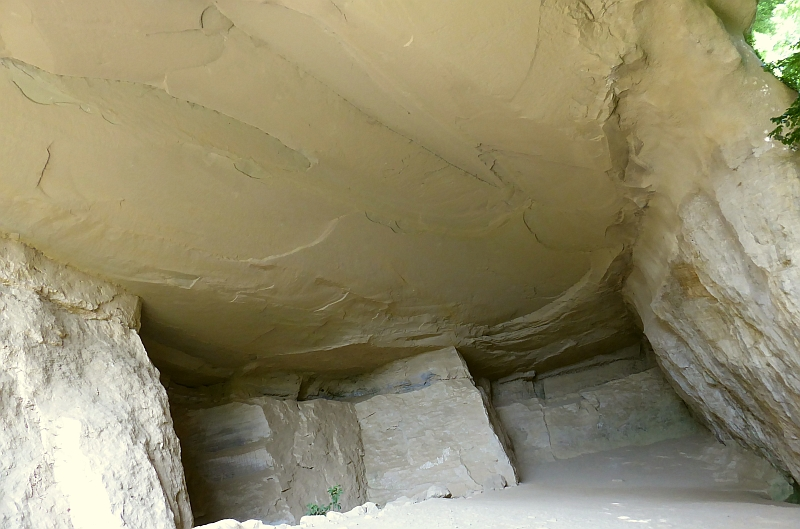
AION A - Kraftort im Emma Kunz Zentrum

Ab 1986 wurde in den Römersteinbrüchen von Würenlos das Emma-Kunz-Zentrum als Kur-, Kultur- und Gedenkstätte sowie zum Abbau des Heilgesteins aufgebaut. Ebenfalls befindet sich hier seit 1991 das Emma-Kunz-Museum.
Im Jahre 1986 gründete Anton C. Meier, der Inhaber der Steinwerke A. Meier AG, in Würenlos das Emma-Kunz-Zentrum, um die Forschungen und das Bildwerk von Emma Kunz zu erhalten und um AION A abzubauen und als Naturheilmittel zu verkaufen. Damit ging Emma Kunz’ Wunsch in Erfüllung, dass «ihr» Ort ein Ort der Begegnung würde für geistiges, kulturelles und heilendes Schaffen.
Meier war seinerzeit an Kinderlähmung erkrankt, so dass die Eltern Emma Kunz zu Rate zogen. 1941 soll er als erster Patient durch AION A von den Nachwirkungen seiner Kinderlähmung geheilt worden sein. Heute ist die Steinwerke A. Meier AG auf heilendes Gestein spezialisiert.
Die Emma Kunz Stiftung in Würenlos erhält 2021 den Aargauer Heimatschutzpreis für den vorbildlichen und verantwortungsvollen Umgang mit dem künstlerischen Erbe von Emma Kunz.

### Bilder
1973 wurden die Werke von Emma Kunz im Aargauer Kunsthaus unter dem Titel «Der Fall Emma Kunz» erstmals der Öffentlichkeit präsentiert. Die Aargauer Künstlerin war da schon seit zehn Jahren tot. Weitere Ausstellungen folgten unter anderem in Düsseldorf und Paris. Am 17. Oktober 1991 fand die offizielle Eröffnung des Emma-Kunz-Museums statt. Dieses zeigt rund 70 ihrer wichtigsten Werke. 1999 wurden Bilder von Emma Kunz zusammen mit Arbeiten von Rudolf Steiner, Joseph Beuys und Andrej Belyj in der Ausstellung Richtkräfte für das 21. Jahrhundert im Kunsthaus Zürich ausgestellt.
Im Jahr 2018/2019 widmete sich die Ausstellung Weltempfänger der Städtischen Galerie im Lenbachhaus und Kunstbau München einem weitgehend unbekannten Kapitel der Moderne. Zu sehen waren dabei auf spirituellen Erfahrungen basierende Werke von Emma Kunz, Georgiana Houghton, Hilma af Klint sowie einigen Videokünstlern des 20. Jahrhunderts. 2019 wurden die Werke von Emma Kunz im Muzeum Susch ausgestellt.

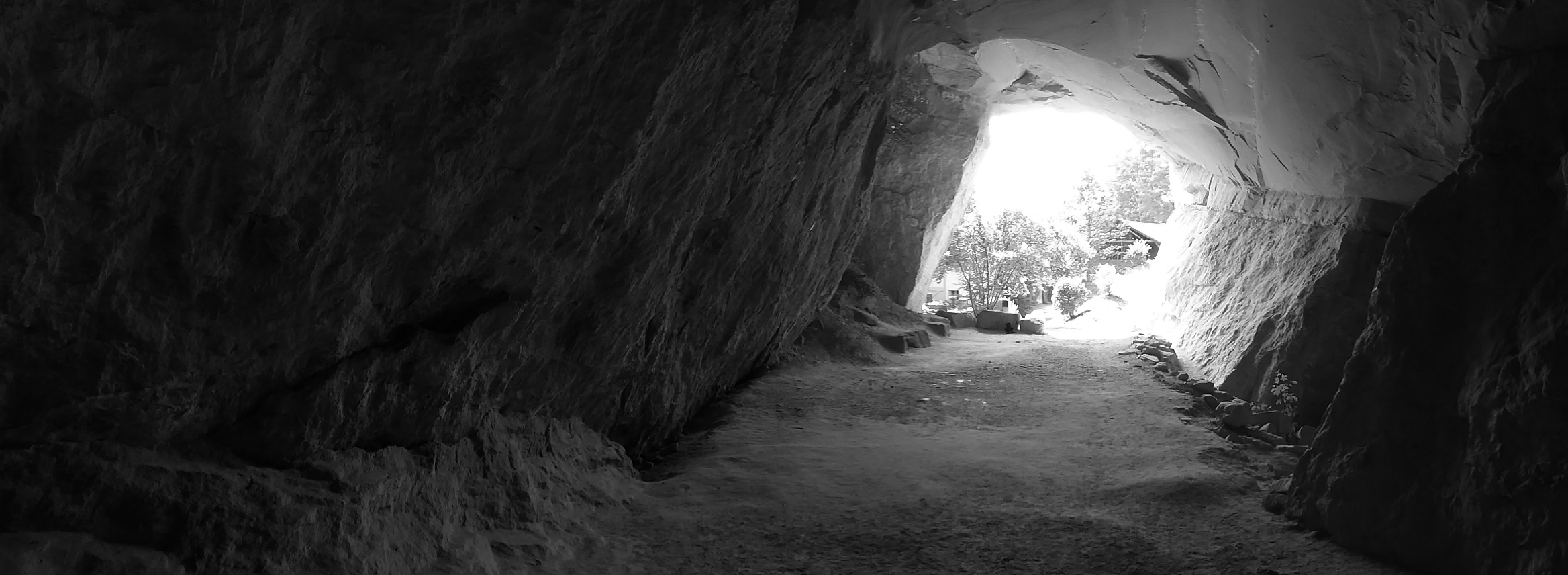
AION A Kraftort im Emma Kunz Zentrum

## Schriften
- Das Wunder schöpfender Offenbarung: Gestaltung und Form als Mass, Rhythmus, Symbol und Wandlung von Zahl und Prinzip. 1953.
- Neuartige Zeichnungsmethode: Gestaltung und Form als Mass, Rhythmus, Symbol und Wandlung von Zahl und Prinzip. Waldstatt 1953.

## Belletristik
- Yvon Mutzner, Peter Donatsch: Emma. Biografischer Roman. Appenzeller Verlag, Herisau 2008, ISBN 978-3-85882-473-8.